# شهرستان آخوریان
شهرستان آخوریان (ارمنی: Ախուրյանի շրջան) یکی از سی و هفت شهرستان در تقسیم‌بندی جمهوری شوروی سوسیالیستی ارمنستان بود. مرکز این شهرستان آخوریان بود. طبق سرشماری سال ۱۹۸۷ میلادی جمعیت آن بالغ بر ۳۹٬۵۰۰ تن و مساحت آن ۵۷۶ کیلومتر مربع بود.

## مناطق مسکونی
- آزاتان
- آخوریک
- آخوریان کایاران
- آیگاباتس
- آراپی
- آرئویک
- بایاندور
- بنیامین
- Դետք
- یرازگاوروس
- لرنوت
- Ծաղկասար - هم اکنون وجود ندارد
- کامو
- کاپس
- کارنوت
- کارمراکار
- کراشن
- هایکاوان
- هاتسیک
- هاتسیکاوان
- هوویت
- هوونی
- Ղարիբջանյան
- ماییسیان
- مارماشن
- متس ساریار
- موسایلیان
- شیراک
- ووسکهاسک
- جاجور
- جاجوراوان
- جرارات
- واهرامابرد
- پوکراشن
- کتی

## نگارخانه

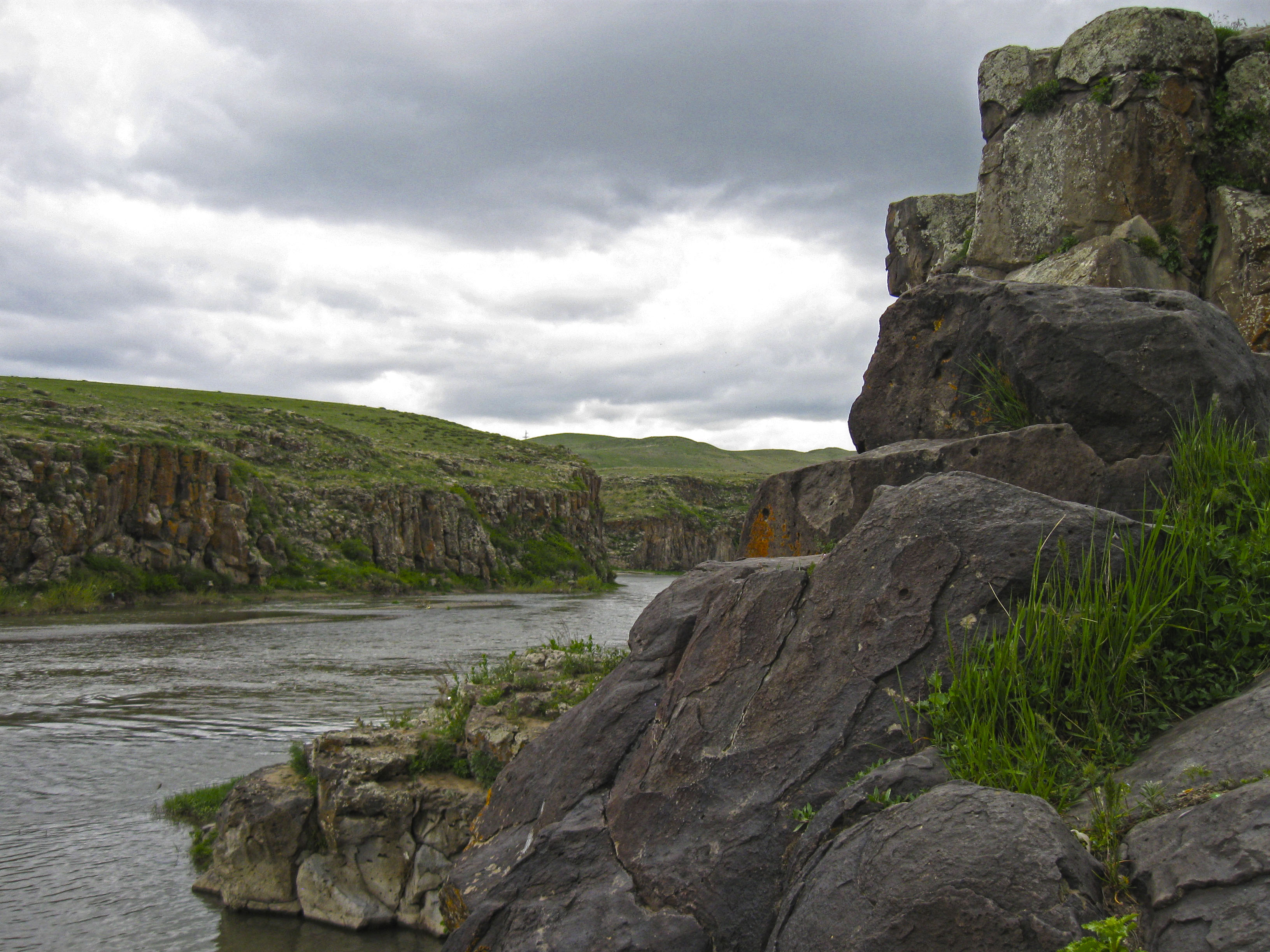
آخوریان (رود) կիրճ
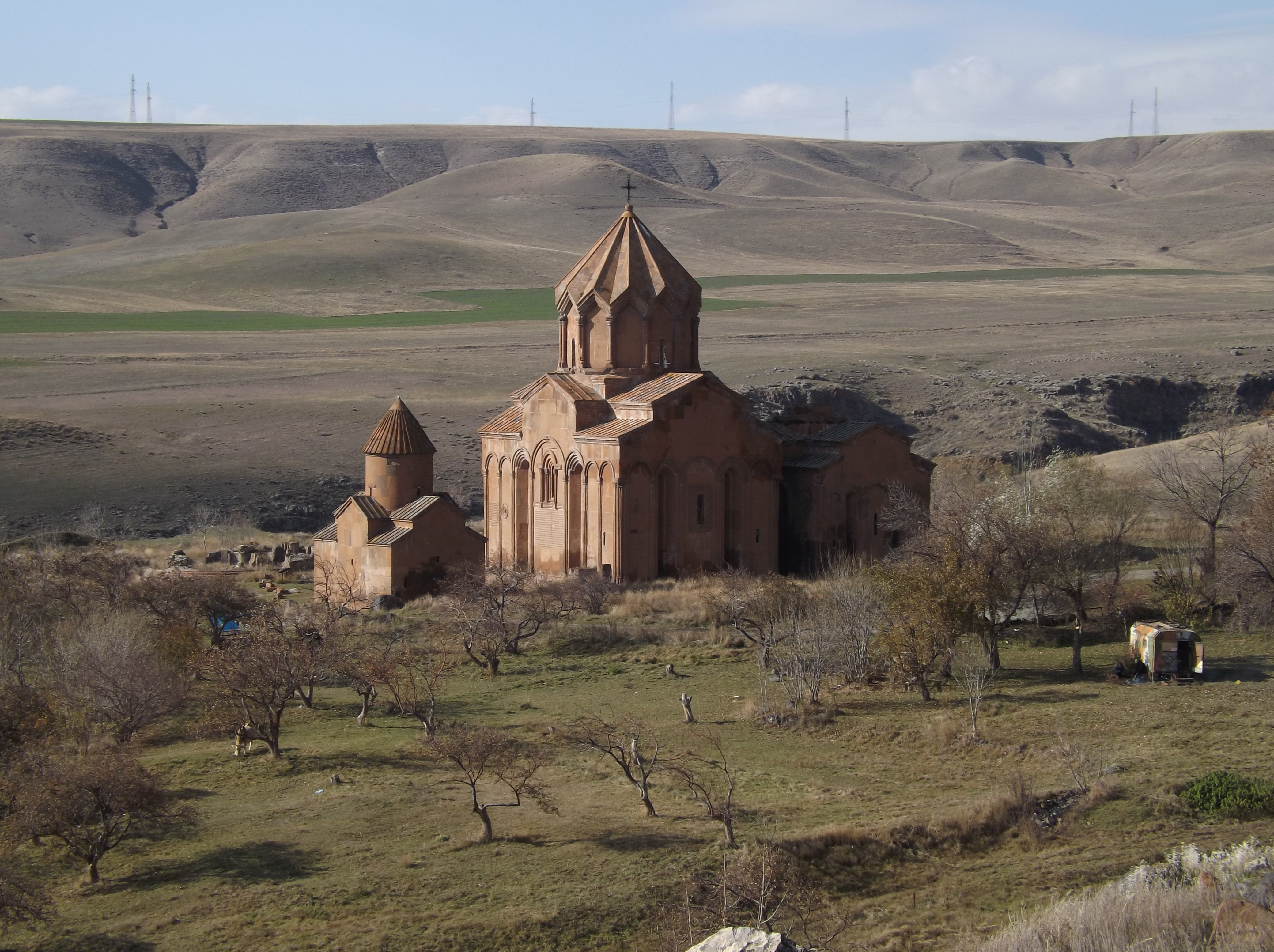
صومعه مارماشن